# Грейс Мак-Калум
Грейс Мак-Калум (нар. 30 жовтня 2002, Кеймбридж, Міннесота, США) — американська гімнастка. Срібна призерка Олімпійських ігор в Токіо, Японія, в командній першості. Дворазова чемпіонка світу в команді.

## Біографія
Народилась у Кембриджі, штат Міннесота, у багатодітній родині Едварда Мак-Калума та Сандри Мак-Калум, має п'ятьох братів та сестер: Рейчел, Меделін, Джозеф, Джон, Хав'єр.

## Спортивна кар'єра
З 2006 року займається спортивною гімнастикою.

#### 2018
На чемпіонаті світу в Досі, Катар, разом із Сімоною Байлс, Карою Ікер,  та Морган Гьорд в командних змаганнях здобула перемогу, яка збірній США принесла команду олімпійську ліцензію на Олімпійські ігри 2020 у Токіо, Японія.

#### 2019
На чемпіонаті світу 2019 року разом із Сімоною Байлз, Карою Ікер, Джейд Кері та Суніса Лі здобула золото в команді. 

#### 2021
На олімпійських випробовуваннях продемонструвала четвертий результат в багатоборстві та у вільних вправах, п'ятою була на різновисоких брусах та вправі на колоді. Рішенням тренерського штабу стала однією з чотирьох гімнасток збірної США, які змагатимуться в командному багатоборстві  Олімпійських ігор у Токіо, Японія.
На Олімпійських іграх в Токіо, Японія, у фіналі командної першості після невдалого виконання стрибка та вимушеного зняття Сімони Байлс спільно зі Сімоною Байлс, Джордан Чайлз та Сунісою Лі набрали 166,096 балів та посіли друге місце, вперше з 2010 року програвши ОІ чи чемпіонати світу.

## Результати на турнірах
| Рік  | Змагання                         | КБ | ІБ | Опорний стрибок | Різновисокі бруси | Колода | Вільні вправи |
| ---- | -------------------------------- | -- | -- | --------------- | ----------------- | ------ | ------------- |
| 2018 | Чемпіонат США                    |    | 4  |                 | 6                 | 5      | 4             |
| 2018 | Панамериканський чемпіонат       | 1  | 1  | 3               | 1                 | 3      | 4             |
| 2018 | Табір відбору на чемпіонат світу |    | 3  | 5               | 7                 | 5      | 2             |
| 2018 | Чемпіонат світу                  | 1  |    |                 |                   |        |               |
| 2019 | Чемпіонат США                    |    | 3  |                 | 6                 | 8      | 4             |
| 2019 | Табір відбору на чемпіонат світу |    | 6  | 4               | 11                | 4      | 6             |
| 2019 | Чемпіонат світу                  | 1  |    |                 |                   |        |               |
| 2021 | Американська класика             |    |    |                 |                   | 4      |               |
| 2021 | Чемпіонат США                    |    | 7  |                 |                   | 3      |               |
| 2021 | Олімпійське випробовування       |    | 4  |                 | 5                 | 5      | 4             |
| 2021 | Олімпійські ігри                 | 2  |    |                 |                   |        |               |